# United Press International

Logo United Press International

Newsroom w siedzibie UPI w Nowym Jorku (1933)

United Press International (UPI) – agencja prasowa powstała w 1958 z połączenia dwóch agencji założonych przez potentatów rynku prasowego: Edwarda Willisa Scrippsa (United Press Agency – 1907) oraz Williama Randolpha Hearsta (International News Service – 1909).
UPI przez wiele lat była groźną rywalką Associated Press. W roku swego powstania UPI uruchomiła pierwszy system dostarczania wiadomości własnych do sieci radiowych. Dla UPI pracowało wielu wybitnych komentatorów amerykańskich: Walter Cronkite, Harrison Salisbury, Helen Thomas
Zasługą UPI było wprowadzenie nowych technik komputerowych do przekazu informacji.
Po epoce skutecznej rywalizacji z AP UPI straciła wiele ze swego prestiżu tak w Stanach Zjednoczonych jak i na arenie międzynarodowej. W 1982 zaczęła się seria zmian własnościowych spowodowana kłopotami finansowymi. Alians koncernów Srcipps – Hearst sprzedał ją firmie Media News Corporation z Nashville, zaś w 1988 agencję przejęła World News Wire Group, a w 1992 UPI zakupiła saudyjska firma Middle East Broadcasting Center.